# Mario Luigi Ciappi
Mario Luigi Ciappi O.P. (Florence, 6 oktober 1909 – Rome, 23 april 1996) was een Italiaans geestelijke en kardinaal van de Rooms-Katholieke Kerk.
Ciappi doorliep het seminarie van Lucca en trad vervolgens toe tot de Dominicanen in het klooster van Santa Maria della Quercia' (Maria van de Eik) in Viterbo. Hij studeerde in het convent van San Domenico in Pistoia en aan het Angelicum in Rome, waar hij in 1933 promoveerde tot doctor in de theologie. Hij werd op 26 maart 1932 tot priester gewijd.
Hij studeerde verder aan de Katholieke Universiteit Leuven en aan de Universiteit van Freiburg. Vervolgens doceerde Ciappi aan het Angelicum, waar hij tussen 1935 en 1955 decaan was van de theologische faculteit. In 1955 benoemde paus Pius XII hem tot Meester van het Heilig Paleis, een functie die sinds 1968 wordt aangeduid als Huistheoloog van de Paus.  In deze hoedanigheid adviseerde hij onder meer paus Paulus VI bij het schrijven van diens encycliek Humanae Vitae.
Op 10 juni werd Ciappi, vooruitlopend op zijn verheffing tot kardinaal, benoemd tot titulair bisschop van Misenum. Tijdens het consistorie van 27 juni 1977 nam Paulus VI hem - tegelijkertijd met Joseph Ratzinger - als kardinaal-diaken op in het College van Kardinalen. De Nostra Signora del Sacro Cuore werd zijn titelkerk. Kardinaal Ciappi nam deel aan de conclaven van augustus en oktober 1978, die leidden tot de verkiezing van respectievelijk Johannes Paulus I en Johannes Paulus II. In 1987 verkoos hij kardinaal-priester te worden van de Sacro Cuore di Gesù agonizzante a Vitinia. Hij overleed op 87-jarige leeftijd in Rome, en werd begraven op de Begraafplaats van Verano.
- Gemeinsame Normdatei: 1147198772
- International Standard Name Identifier: 0000 0001 1149 2133
- Library of Congress Control Number: n85220457
- Nederlandse Thesaurus van Auteursnamen: 150583397
- Istituto Centrale per il Catalogo Unico: CUBV042576
- Système universitaire de documentation: 078447097
- Virtual International Authority File: 190069144
- WorldCat: E39PBJk8VgTcrBt3HdWbCFMQMP